# Pardis Sabeti
Pardis Sabeti (em persa: پردیس ثابتی‎; 1975, Teerã, Irã) é uma bióloga iraniana-estadunidense. É professora da Universidade Harvard, nos EUA, e pesquisa doenças infecciosas como ebola, febre de Lassa e Covid-19.

## Início de vida
Pardis nasceu no Irã, em 1975. Seu pai era um oficial do governo do xá, e por isso Pardis sua família fugiram do país em outubro de 1978, na ocasião da Revolução Iraniana, e se refugiaram na Flórida, Estados Unidos. Antes de entrar na escola, era ensinada por sua irmã mais velha, e quando começou sua educação formal, teve facilidade com os conteúdos. Pardis afirma que seu status de imigrante permitiu que ela tivesse uma visão ampla do mundo.

## Educação e pesquisa
Estudou na Trinity Preparatory School, na Flórida, e conquistou uma bolsa por mérito escolar nacional. Estudou biologia no Massachusetts Institute of Technology e se graduou em 1997. Obteve um mestrado em biologia humana e um doutorado em antropologia biológica na Universidade de Oxford, estudando genética humana e malária, e obtendo o título em 2002. Depois, concluiu um doutorado em medicina pela Escola de Medicina Harvard em 2006. Inicialmente planejava seguir a carreira como médica, mas decidiu continuar na pesquisa científica.
Tornou-se professora de Harvard, e coordena um laboratório na universidade. Desenvolve algoritmos que tentem auxiliar na compreensão da grande quantidade de dados existentes nos campos da genômica, ecologia, saúde global e ciências sociais. Para isso, ajudou a desenvolver o algoritmo Maximal Information-based Nonparametric Exploration (MINE), que permite encontrar correlações entre grandes grupos de dados, e age como uma "ferramenta geradora de hipóteses", de acordo com Pardis.
Em sua pesquisa, desenvolveu o teste Long-Range Haplotype (LRH), que investiga mutações no genoma humano que foram selecionadas por garantir proteção contra patógenos e se tornaram mais abundantes. Pardis trabalhou com o vírus causador da febre de Lassa, uma doença que causa febre hemorrágica e é endêmica da África Ocidental.
Além de professora em Harvard, Pardis é também membro do Broad Institute, localizado na área metropolitana de Boston, onde atua como líder do programa de doenças infecciosas e microbioma.
Durante o surto de Ebola na África Ocidental em 2014, Pardis liderou uma equipe que sequenciou amostras do vírus dos pacientes infectados logo no início do surto, o que permitiu entender melhor a doença e provar que ela estava se espalhando por contato de humanos para humanos. Sua atuação no combate à essa epidemia a levou a escrever o livro Outbreak Culture: The Ebola Crisis and the Next Epidemic, em co-atoria com Lara Salahi. O livro descreve o funcionamento do combate à epidemia de ebola e as dificuldades enfrentadas devido a competição entre as organizações, diferenças históricas e culturais entre os agentes envolvidos, e mesmo motivações individuais nessa situação de estresse. Para o livro, foram consultadas mais de 200 pessoas que atuaram no combate ao surto.
Durante o surto de ebola, a equipe de Pardis liberou rapidamente as informações obtidas, afirmando que "é isso que se deve fazer durante um surto", para que não haja perda de tempo. Algo semelhante ocorreu durante a pandemia de Covid-19 de 2019-2020. Cientistas utilizaram sites como Twitter e bioRxiv para compartilhar informações de maneira mais rápida do que a ciência tradicionalmente conseguiria fazer. Pardis afirmou que o desenvolvimento científico sobre a nova doença foi muito rápido, e a tecnologia está avançando cada vez mais. No entanto, faz um alerta: "a próxima vez que um vírus novo aparecer, não podemos aceitar que demore alguns meses para que os hospitais conseguirem testes", que são essenciais no combate de doenças infecciosas. Apesar da importância de compartilhar informações rapidamente, Pardis ressalta a importância de uma análise rigorosa antes da publicação, pois informações incorretas podem atrapalhar muito o combate a doença.
No combate à Covid-19, o laboratório de Pardis fez uma parceria com o Massachusetts General Hospital, e ajudou a desenhar um dos primeiros testes para diagnosticar o SARS-CoV-2. Pardis integra o consórcio Massachusetts Consortium on Pathogen Readiness, na equipe de diagnóstico, e criou um teste que utiliza a tecnologia CRISPR.

## Prêmios
Em 2014 ganhou o prêmio Vileck Prize for Creative Promise na categoria Ciência Biomédica. O prêmio visa valorizar as contribuições de imigrantes para os Estados Unidos. No mesmo ano, foi considerada uma das 100 pessoas mais influentes, segundo a revista Time, e foi uma das pessoas do ano, pelo combate ao vírus ebola. Além disso, já recebeu os prêmios Smithsonian American Ingenuity Award for Natural Science e o NIH Innovator Award, entre outros. É uma das 100 Mulheres da lista da BBC de 2020.